# Чикаго (тежък крайцер, 1930)
Чикаго (на английски: USS Chicago (CA-29)) е тежък крайцер на ВМС на САЩ от типа „Нортхамптън“, спуснат на вода на 10 април 1930 г. от военноморската корабостроителница Мар Айлънд (Калифорния), кръстен от мис Е. Бритен. Влиза в строй на 9 март [1931 г. с командир кептън (капитан 1-ви ранг) Саймънс (на английски: M. H. Simons).
Модернизациите в довоенния период включват допълнителни 28 mm зенитни автомати, поставянето на радар CXAM и сваляне на всички торпедни апарати.

## История на службата

### Предвоенна служба
След тренировъчен поход в Хонолулу, на Таити и Американско Самоа, „Чикаго“ отплава от Мар Айлънд на 27 юли 1931 г., и прави преход към източното крайбрежие, пристигайки в залива Форт Понд (щата Ню Йорк) на 16 август. Там става флагмански кораб на Командващия Разузнавателния отряд крайцери. Действа като такъв до 1940 г.
През февруари 1932 г. „Чикаго“ с останалите кораби на отряда провежда учебни стрелби за подготовка към ежегодното учение на флота при бреговете на Калифорния. След това отряда се базира на западното крайбрежие, и до 1934 г. действа в Тихия океан, от Аляска до Зоната Панамски канал и Хавай. През 1934 г. ежегодното учение се провежда в Карибско море, през май, след него, последва президентския преглед в Нюйоркския залив. Отрядът действа при източното крайбрежие и на Карибите до октомври, а след това се връща в своята база в Сан Педро, Калифорния.
„Чикаго“ се базира в Сан Педро до 29 септември 1940 г., след което отплава за Пърл Харбър.
В течение на следващите 14 месеца крайцера се базира в Пърл Харбър, упражнявайки се с разнородни и крайцерски съединения, отработва тактиката и съвместно плаване, и има походи до Австралия и западното крайбрежие.

### Втора световна война
При атаката на японците, на 7 декември 1941 г., „Чикаго“ се намира в морето в състава на 12-та тактическа ескадра (TF 12). Ескадрата незабавно започва 5-дневно издирване в триъгълника Оаху-Джонстън-Палмира, опитвайки се да прихване противника. Завръща се в Пърл Харбър на 12 декември. От 14 до 27 декември кораба действа в състава на 11-та ескадра (TF 11), изпълнявайки задачи по издирване и патрулиране.
На 2 февруари 1942 г. „Чикаго“ отплава от Пърл Харбър в посока залива Сува, където се формира ново съединение на съюзниците. В течение на март и април крайцерът действа при архипелага Луизиада, прикривайки атаките над Лае и Саламауа, Нова Гвинея. Тази позиция позволява да се прехващат опитите на корабите на противника да нападат Порт Морсби, така че едновременно крайцерът осъществява и прикритие на американските войски, намиращи се в Нова Каледония.
На 1 май 1942 г. „Чикаго“ получава заповед да отплава от Нумеа в разпореждане на Командващия в Югозападния Тих океан, и на 4 май поддържа ударите на самолетоносача USS Yorktown (CV-5) по Тулаги, Соломоновите острови. На 7 май в състава на групата за поддръжка той излиза за прехващане на японските сили, насочващи се за превземането на Порт Морсби. На следващия ден групата е подложена на няколко въздушни атаки, в хода на които кораба понася загуби сред екипажа от обстрела, но продължава движението, докато не става ясно, че японците се връщат назад.
В периода юни-юли 1942 г. корабът продължава да действа в югозападната част на Тихия океан. От 7 до 9 август той поддържа първата атака над Гуадалканал и другите острови на архипелага. От тях започва стратегическото контранастъпление на американците с крайна цел пълен разгром на Япония. На 9 август корабът участва в боя при остров Саво. Получавайки попадение от торпедо, „Чикаго“ се бори с повредите, продължава да води огън до загуба на контакт с противника. След това се връща за ремонт в Нумеа, в Сидни и най-накрая в Сан Франциско, където пристига на 13 октомври.
В началото на януари 1943 г. „Чикаго“ отплава от Сан Франциско, отново насочвайки се към района на бойните действия. На 27 януари напуска Нумеа в състава на конвой за Гуадалканал. В нощта на 29 януари, когато корабите се приближават до острова, започва нападение на авиацията – началото на боя при остров Ренел. В хода на атаките два горящи японски самолета осветяват силуета на крайцера, правейки го добра цел за торпедни атаки. Две попадения в кораба предизвикват обширни наводнения и загуба на енергетиката. Към края на атаките от отличната работа на аварийните партии нарастването на крена е спряно. Крайцерът USS Louisville (CA-28) взема неподвижния кораб на буксир, а сутринта го сменя буксирът-спасител „Навахо“ (AT-64).
През втората половина на деня на 29 януари 1943 г. противникът възобновява атаките и, независимо от големите загуби, постига още четири попадения с торпеда, от които крайцера потъва в точката с координати 11°25′00″ ю. ш. 160°56′00″ и. д. / 11.416667° ю. ш. 160.933333° и. д..

## Награди
За своята служба по време на войната „Чикаго“ е награден с три бойни звезди.

## Коментари
1. ↑  Всички данни са към момента на построяването.
2. ↑  Буквите показват принадлежността към определен класː ВВ – линкор, СС, CL, СА – съответно линеен, лек или тежък крайцер, CV – самолетоносач, DD – разрушител, SS – подводница и т.н.